# Fanny (Be Tender with My Love)
Pour les articles homonymes, voir Fanny.
Singles de Bee Gees
Nights on Broadway
(1975) You Should Be Dancing
(1976)
Fanny (Be Tender with My Love) est une chanson du groupe britannique Bee Gees, parue sur l'album Main Course. Elle est sortie en janvier 1976 en tant que troisième et dernier single de l'album.
Elle atteint la 12e place du Billboard Hot 100 aux États-Unis et la 2e place du RPM Top Singles au Canada. Selon Maurice Gibb, le producteur Quincy Jones a dit de Fanny (Be Tender with My Love) qu'elle était l'une de ses chansons R&B préférées de tous les temps.

## Liste des titres
Toutes les chansons sont écrites et composées par Barry Gibb, Robin Gibb, Maurice Gibb.
| A. | Fanny (Be Tender with My Love) | 3:26 |
| B. | Country Lanes                  | 3:29 |

## Crédits
Crédits provenant des notes de l'album Main Course.
- Barry Gibb – chant, guitare
- Robin Gibb – chant
- Maurice Gibb – chant, guitare basse
- Alan Kendall – guitare
- Dennis Bryon (en) – batterie
- Blue Weaver – claviers
- Arif Mardin – producteur

## Classements et certifications
| Classement (1976)                       | Meilleure position |
| --------------------------------------- | ------------------ |
| Allemagne de l'Ouest (Media Control)    | 42                 |
| Australie (Kent Music Report)           | 61                 |
| Belgique (Flandre Ultratop 50 Singles)  | 29                 |
| Belgique (Wallonie Ultratop 50 Singles) | 49                 |
| Canada (Top Singles)                    | 2                  |
| Canada (Adult Contemporary Tracks)      | 1                  |
| États-Unis (Hot 100)                    | 12                 |
| États-Unis (Adult Contemporary)         | 9                  |
| États-Unis (Cash Box Top 100)           | 9                  |
| Israël (IBA)                            | 7                  |
| Nouvelle-Zélande (RMNZ)                 | 7                  |
| Pays-Bas (Nationale Hitparade)          | 37                 |

| Classement (1976)             | Position |
| ----------------------------- | -------- |
| Canada (RPM Top Singles)      | 36       |
| États-Unis (Hot 100)          | 79       |
| États-Unis (Cash Box Top 100) | 68       |
| Nouvelle-Zélande (RMNZ)       | 37       |